# Cura posterior
Eine cura posterior (lateinisch: eine spätere Besorgnis) ist eine feststehende bildungssprachliche Redensart für ein Problem, das im Augenblick nicht vordringlich ist und Verzug verträgt (getrost auf später verschoben werden kann).
Gelegentlich wird die Floskel – ähnlich wie die Angabe, bei etwas Wünschenswertem handle es sich um „pia desideria“ („fromme Wünsche“) – schonend benutzt, um ein Problem möglichst ad Kalendas Graecas (das heißt so viel wie: „auf ewig“) zu verschieben.